# 클로이 체리
클로이 체리(Chloe Cherry, 1997년 8월 23일 ~ )는 미국의 배우, 모델, 전직 포르노 배우이다. HBO 드라마 《유포리아》의 페이 역으로 대대적으로 이름을 알렸다.